# Tag der Demokratie und nationalen Einheit

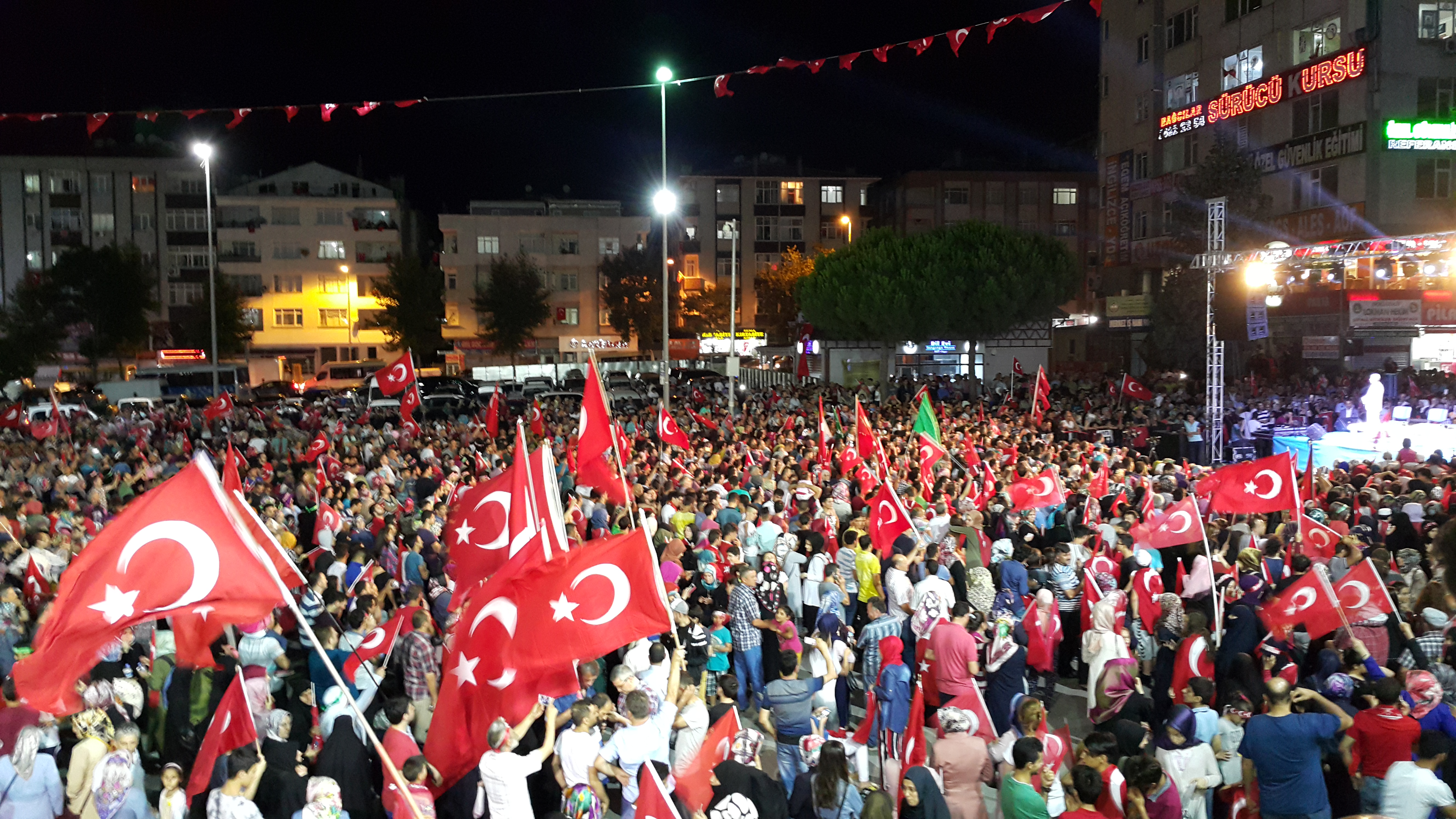
Eine sogenannte „Demokratiewache“ in Istanbul (2016)

Der Tag der Demokratie und nationalen Einheit (türk.: Demokrasi ve Milli Birlik Günü) wird seit 2017 am 15. Juli als nationaler Feiertag in der Türkei begangen. Dabei wird der Opfer des Putschversuches 2016 und der Menschen, die sich in jener Nacht auf die Straßen begaben, bzw. deren gemeinsamen Vorgehens gedacht.

## Hintergrund
In der Nacht des 15. Juli 2016 kam es zu einem Putschversuch von Teilen des Militärs, dem sich zahlreiche Zivilisten entgegenstellten und ihn zum Scheitern brachten. Dabei starben 249 Menschen und über 2000 wurden verletzt, derer gedacht wird.
Der damalige Ministerpräsident Binali Yıldırım kündigte im Oktober 2016 an, dass ein Gesetzesvorschlag hierzu erstellt worden sei, welcher später auch beschlossen wurde.